# Ralph Klein (basket-ball)
Pour les articles homonymes, voir Ralph Klein et Klein.
Ralph Klein (hébreu : רלף קליין), également connu sous le nom de Raphael Ram, né le 29 juillet 1931 à Berlin et décédé le 7 août 2008 à Tel HaShomer, est un joueur et entraîneur israélien de basket-ball.

## Biographie
Ralph Klein est né à Berlin, d'une famille de Juifs hongrois qui repart à Budapest avant que n'éclate la Seconde Guerre mondiale. Son père meurt à Auschwitz, mais sa famille et lui survivent grâce à Raoul Wallenberg.
Au sortir de la guerre, à l'âge de 16 ans, il commence à jouer au football, puis bifurque vers le basket-ball et joue dans le championnat de Hongrie. En 1951, il émigre en Israël avec sa mère.
Après avoir servi dans la Marine israélienne, il rejoint le Maccabi Tel-Aviv, avec qui il dispute 160 matchs jusqu'en 1964, inscrivant un total de 2 701 points et remportant huit titres de champions d'Israël et six coupes d'Israël. Klein est membre de la sélection israélienne participant aux Jeux olympiques 1952, au championnat du monde 1954, ainsi qu'aux championnats d'Europe 1953, 1959, 1961 et 1963, pour un total de 68 sélections.
Ralph Klein commence sa carrière d'entraîneur en 1964. En 1969, il devient entraîneur du Maccabi Tel Aviv, avec qui il gagne 14 titres de champion d'Israël et la coupe d'Europe des clubs champions en 1977. Il devient par la suite sélectionneur de l'équipe nationale d'Israël, remportant une médaille d'argent au championnat d'Europe 1979 et une sixième place lors du championnat d'Europe 1981 et 1983. En 1983, il prend la tête de l'équipe d'Allemagne de l'Ouest et du BSC Saturn Cologne, jusqu'en 1985.
Klein mène l'équipe d'Allemagne à la 8e place lors des Jeux olympiques 1984 à Los Angeles et à la 5e place lors du championnat d'Europe 1985 organisé en Allemagne de l'Ouest.
Il meurt d'un cancer colorectal le 7 août 2008 au Centre médical Chaim Sheba à Tel HaShomer.

## Palmarès
Joueur
- Coupe d'Israël 1956, 1958, 1959, 1961, 1963, 1964

Entraîneur
- Coupe d'Europe des clubs champions 1977
- Champion d'Israël 1970, 1971, 1976, 1977, 1978, 1979, 1980, 1982, 1983, 1988
- Coupe d'Israël 1970, 1971, 1977, 1978, 1979, 1980, 1982, 1983, 1993